# Pudella
Pudella – rodzaj ssaków z podrodziny saren (Capreolinae) w obrębie rodziny jeleniowatych (Cervidae).

## Rozmieszczenie geograficzne
Rodzaj obejmuje gatunki występujące w Ameryce Południowej.

## Morfologia
Długość ciała około 75 cm, długość ogona około 3 cm, wysokość w kłębie 25–38 cm; długość poroża do 9 cm; masa ciała 5–9 kg.

## Systematyka
Rodzaj zdefiniował w 1913 roku angielski zoolog Oldfield Thomas w artykule poświęconym opisowi niektórych mniejszych jeleniowatych z Ameryki Południowej, opublikowanym w czasopiśmie The Annals and magazine of natural history. Gatunkiem typowym jest (oznaczenie monotypowe) pudu północny (P. mephistophiles).

### Etymologia
Pudella: rodzaj Pudu J.E. Gray, 1852; łac. przyrostek zdrabniający -ella. 

### Podział systematyczny
Do 2024 roku takson ten był traktowany jako młodszy synonim Pudu; ponownie wskrzeszony na podstawie analizy opartej na danych morfologicznych i genetycznych; w takim ujęciu do rodzaju należą następujące gatunki:
| Grafika | Gatunek                | Autor i rok opisu                | Nazwa zwyczajowa | Podgatunki         | Rozmieszczenie geograficzne                      | Podstawowe wymiary (DC – długość ciała; DO – długość ogona; MC – masa ciała) | Status IUCN |
| ------- | ---------------------- | -------------------------------- | ---------------- | ------------------ | ------------------------------------------------ | ---------------------------------------------------------------------------- | ----------- |
|         | Pudella mephistophiles | (de Winton, 1896)                | pudu północny    | gatunek monotypowy | środkowa Kolumbia oraz wschodnie i północne Peru | DC: około 75 cm DO: około 3 cm MC: 5–6 kg                                    | DD          |
|         | Pudella carlae         | Barrio, Gutiérrez & D’Elía, 2024 |                  | gatunek monotypowy | endemit Peru: północna część kraju               | DC: brak danych DO: brak danych MC: 7–9 kg                                   | NE          |

Kategorie IUCN:  DD  – gatunki o nieokreślonym stopniu zagrożenia;  NE  – gatunki niepoddane jeszcze ocenie.